# Lázár György (neveléstudós)
Lázár György (született: Lám Leó; Szovjetunió, Nyikolszkoje-Usszurijszk, 1921. január 13. – Budapest, 1978. augusztus 28.) magyar kommunista neveléstudós, oktatásszervező, tanár, műfordító, Lám Béla  mérnök, író fia.

## Családja
Édesapja Lám Béla neves erdélyi magyar gondolkodó, gépészmérnök, aki az első világháborúban orosz hadifogságba esett. A szibériai hadifogolytábor lakójaként ismerkedett meg a csak Maruszjaként emlegetett orosz nővel, Maria Lebedinszkijjel, akitől Lám Leó született. Miután Lám Béla hazakerült a fogságból, Maruszja a fiával együtt Kolozsvárra költözött, de nem bírta a bezártságot, ezért visszaköltözött Oroszországba. Testvérei: Lám Erzsébet és Lám Irén. Felesége az 1950-es években Sós Aladár lánya, Sós Júlia szociológus volt, akitől József fia született, majd akitől 1954-ben elvált.

## Pályafutása
Szibériában született, de egy évvel később Kolozsvárra került apja otthonába. Elemi iskoláit a kolozsvári evangélikus iskolában járta, majd 1939-ben érettségizett a Kolozsvári Református Fiúfőgimnáziumban. Bár neveltetésében a baloldali, polgári liberális irányzatok hangsúlyt kaptak, vallásosnak mondta magát, és érettségi után a Kolozsvári Református Teológiára iratkozott be. Tanulmányait azonban még abban a tanévben félbeszakította, és 1940-ben végleg elhagyta Kolozsvárt: Budapesten a Pázmány Péter Tudományegyetem bölcsészkarára iratkozott be. 1942-ben egy éves müncheni ösztöndíjat kapott, s 1944-ben szakvizsgázott kitűnő-dicséretes eredménnyel. A háború alatt került kapcsolatba a baloldallal, 1944 decemberében pedig Kovács Imrével, Elek Péterrel és Szigeti Miklóssal átszöktek a fronton, hogy Malinovszkij marsallal felvegyék a kapcsolatot, hogy az ellenállási mozgalom nevében egyeztessenek vele. A küldetés balul sült el: nem hittek nekik, mindannyian szovjet fogságba kerültek, ahonnan Kovács hamar megszökött, Lázár és Szigeti nehezen bár, de hazavergődtek, Elek Péter azonban soha nem tért haza. 1945-ben belépett a Magyar Kommunista Pártba (MKP).
1945-ben a Fővárosi Könyvtárban kezdett dolgozni, ahol a párttitkári feladatokat is ellátta. Közben németből fordított, ezzel párhuzamosan az MKP pártközpontjánál propagandistaként dolgozott. 1947-ben lett az akkor miniszterelnök-helyettes Rákosi Mátyás személyi titkára. Nevét ebben az időszakban magyarosította Lámról Lázárra. 1948-ban doktori szigorlatot tett filozófia, esztétika és pszichológia tárgyakból. 1948-ban az ő kezdeményezésére jött létre a Népi Kollégiumok Országos Szövetsége (NÉKOSZ) szervezeti keretén belül az Apáczai Csere János Kollégium és Gimnázium (Budapest X. kerületében működött, s mely nem azonos egyetlen mai Apáczai nevét viselő diákotthonnal vagy középiskolával), ahol kifejezetten „szocialista szellemben” neveltek elsősorban paraszti származású fiatalokat. A kezdetben tankönyvek és tanmenet nélkül működő intézményben olyan tárgyakat tanítottak, mint a világirodalom, esztétika, csillagászat, filozófia és közgazdaságtan. Bár a kísérleti iskola az 1947-es megalakulásától számítva csak két évig működött, mégis évtizedekig hivatkozási alapja lett a szocialista oktatásnak, a népi kollégiumok rendszerének. Ez az intézmény nem csak Lázár oktatásszervezői és pedagógusi szakmai pályafutásának csúcspontja volt, de itt ismerte meg későbbi feleségét, Sós Júliát is. 1948 végétől a Magyar Dolgozók Pártja (MDP) központjában dolgozott kultúrpolitikai vonalon, emellett a következő év elejétől a Pedagógus Szakszervezet országos központjának munkatársa is volt. 1950 és 1952 között az ELTE Pedagógiai Tanszékét vezette.
Lázár ekkorra már nem csak tudományos pályát befutó káder volt ekkor, de szektás kommunista is, amit egy 1956-os nevelésügyi konferencián gyakorolt „önkritikájában” maga is elismert. Noha lényeges döntéshozói hatáskörrel sosem bírt, az oktatáspolitikában betöltött – és természetesen a párton belüli – pozíciójában és kapcsolatrendszerében véleményezői, bírálói jogával számos kezdeményezés, ösztöndíj, könyvkiadás kérdésében volt szava, sőt, személyes és szakmai egzisztenciákra is befolyással bírt. Leghírhedtebb megnyilvánulása a Társadalmi Szemlében 1950-ben megjelent A magyar pedológia visszavonulási taktikája című írása volt, ami a Mérei Ferenc által támogatott pedológia (gyermektanulmány) nevű irányzat elleni kiáltvány volt. Noha Méreivel korábban kölcsönösen becsülték egymást, egy korábbi szakmai vitájuk fajult odáig, hogy az akkor éppen alacsonyabb beosztásban dolgozó Lázár a párt gyanakvó figyelmének fényében álló Méreit emberileg és szakmailag is ellehetetlenítette. Mérei ugyanis – a pedológia szakmai szempontjainak megfelelően – gyermekek fejlődésében nagyobb szerepet biztosított volna az irányítás nélküli, szabad „felfedező” hajlamainak kiélésére, míg Lázár – a párt irányvonalához simulva – rámutatott, hogy a pedológia nem ad kellő teret a társadalmi ráhatásoknak – lefordítva: a szocialista szellemben való nevelésnek. Mérei ekkoriban az Országos Neveléstudományi Intézet igazgatója volt, Lázár cikke azonban hozzájárult ahhoz, hogy 1950-ben párthatározat jelenjen meg a pedológia, mint tudományág ellen, majd az intézetet megszüntették, Mérei (másokkal együtt) elvesztette állását, évekig fordításokból tartotta el családját.
Lázár szektás megnyilvánulását sem a szakma, sem a hazai értelmiségi réteg sem bocsátotta meg soha. De még a párt sem felejtett: 1953 után, a desztalinizáció időszakában Lázárt mellőzni kezdték, az Egyetemi Könyvtárba került, ahol 1954-ben fegyelmi eljárást folytattak le ellene. 1955-ben ismét egy fegyelmi vizsgálat középpontjába került, 1958-ban pedig egyszerűen elbocsátották a könyvtárból. 1960-ig fordításokból tartotta el magát, 1960 és 1964 között fizikai munkát végzett: egy benzinkút kezelője volt. 1964-től haláláig az Akadémiai Kiadónál dolgozott a lexikonszerkesztőségen. Magánéletét is megviselte az oktatáspolitikai állásfoglalása: a szintén értelmiségi Sós Júlia – bár utóbb gyakorta mentegette férjét – 1950-ben szembefordult vele, kapcsolatuk az évek alatt fokozatosan megromlott, míg végül 1954-ben elváltak.

## Művei
- Új magyar pedagógiai intézmény (Bp., 1947)
- A magyar pedagógia visszavonulási taktikája (Bp., 1950)
- A magyar neveléstudomány feladatai a szocialista építésben (Bp., 1950)
- Apáczai Csere János: Magyar Enciklopédia (kritikai kiad., szerk., Bp., 1959)

### Műfordításai
- Cao Hszüe-csin: A vörös szoba álma (Bp., 1959)
- Heinrich Heine prózai műveiből (Versek és Prózai művek, I-II, Bp., 1960)
- Alexandru Kiritescu: A diktátor (Modern román drámák, Bp., 1967).